# Foggia
Foggia város (közigazgatásilag comune) Olaszország Puglia régiójában, Foggia megyében.

## Fekvése
Puglia északi részén fekszik a Cervaro és Celone folyók között. A Tavoliere delle Puglie központja.

## Története
A város neve a latin fovea szóból ered, amelynek jelentése gödör, de valószínűleg a felszín alatti gabonatárolókra utal.
A város vidékét már a neolitikumban lakták. Az első települést a Magna Graeciába érkező görög telepesek alapították Argos Hippium név alatt (latin nevén Arpi). Első írásos említése azonban 1000-ből származik. A legendák szerint a várost a vidékre érkező parasztok (telepesek) alapították, akik egy három csóvával lángoló Szűzanya ikont találtak. A város címerében is található utalás erre a csodára. A település igazi fejlődésnek akkor indult, amikor Robert Guiscard parancsára a környező mocsarakat lecsapolták. A 12. században épült fel II. Vilmos szicíliai király parancsára a város katedrálisa. 1223-ban II. Frigyes egy palotát építtetett a városban, amelyben többször is megfordult. Néhány évig a szicíliai királyi udvar székhelye volt.
1447-ben V. Aragóniai Alfonz, nápolyi király felépítette a vámházat a helyi pásztorok megsarcoltatására, ami a helyi gazdaság hanyatlásához vezetett. Az elhanyagolt földek a terület elmocsarasodásához vezettek. A középkorban három erős földrengés rázta meg a várost (1534-ben, 1627-ben, 1731-ben), amelyek során az épületek nagy része elpusztult. A Bourbonok trónrakerülésével a Nápolyi Királyságban, a 18. századtól kezdődően a gazdaság ismét fejlődésnek indult. A 19. században megépült a város vasútállomása is, amely szintén hozzájárult a város fejlődéséhez. Foggia 1861-ben a Nápolyi Királyság részeként csatlakozott az újonnan alapított Olasz Királysághoz.
1924-ben, az apuliai vízvezeték megépítésével rendeződött a vidék vízellátásának a problémája, ami a mezőgazdasági területek további kiterjesztését segítette elő.
A második világháborúban, 1943. július 22 és augusztus 19 között a szövetségesek porig bombázták a város vasútállomás körüli negyedét, majd később dél-olaszországi hadjárataik egyik fő bázisává tették.

## Népessége
A lakosság számának alakulása:

## Nyelve
A városban a foggiai dialektust beszélik, amely eltér az irodalmi olasztól. A délolasz nyelvjárások közé tartozik, inkább a nápolyi és szicíliai nyelvekhez áll közel.

## Főbb látnivalói
- a Santa Maria de Fovea-katedrális
- a Palazzo Dogana, az egykori vámház épülete
- II. Frigyes diadalíve
- a Passo di Corvo régészeti park

## Híres foggiaiak
- Umberto Giordano – zeneszerző
- Salvatore Basile – színész, rendező, producer

## Testvérvárosok
- Göppingen, Németország
- Pescasseroli, Olaszország